# 八陽光学工業
八陽光学工業株式会社（はちようこうがくこうぎょう）は日本にかつて存在したカメラメーカーである。
戦後に日本光学工業（現ニコン）の疎開工場であった長野県の塩尻工場を分離独立して、引き継いだ形で八陽光学として設立された。ヤシカの低価格二眼レフカメラに対抗できず1955年（昭和30年）に廃業した。

## 製品

### 120フィルム使用カメラ

#### 二眼レフカメラ
アルペンフレックスのブランドで発売されていた。銘板は「Alpenflex」。銘柄板もアルペンを意識した山型のでっぱりがありこのカメラのスタイル的な特徴になっている。レンズには日本光学工業の素材が使用されている点が特徴となっていた。
- アルペンフレックスI型（1952年（昭和27年）9月発売） - レンズはアルポ75mmF3.5。シャッターはオリエント製。
- アルペンフレックスI S型（1952年（昭和27年）9月発売） - I型にセルフタイマーが付いたモデル。
- アルペンフレックスM S型（1953年（昭和28年）3月発売） - レンズはアルポ75mmF3.5。シャッターはNKK製、セルフタイマー付き。
- アルペンフレックスII S型（1954年（昭和29年）1月発売） - レンズはアルポ75mmF3.5。シャッターはオリエント製、セルフタイマー付き。
- アルペンフレックスII O型（1954年（昭和29年）1月発売） - レンズはアルポ75mmF3.5。シャッターはオリエント製。
- アルペンフレックスM O型（1954年（昭和29年）1月発売） - レンズはアルポ75mmF3.5。シャッターはオリエント製。
- アルペンフレックスZ型（1955年（昭和30年）3月発売） - 八陽光学の最終モデル。6×6cm判の12枚撮り。当時高級であったコパル（現日本電産コパル）製シャッターを搭載し、自動巻き止め、前板繰り出し式と当時の中級機のスペックを持っていた。セルフタイマー付き。発売価格は13,000円（当時の大卒初任給は約9,000円）。

### 135フィルム使用カメラ
- ステレオアルペン（1954年（昭和29年）1月発売） - 23×24mm判、ステレオカメラ、レンズシャッター、透視ファインダー。当時の価格35,000円。